# Farasmanes (mestre dos soldados)
Farasmanes (em georgiano: ფარსმან; romaniz.: P'arsman; em grego: Φαρασμάνης; romaniz.: Pharasmánēs; fl. 503-527) foi um oficial bizantino de origem laze que serviu sob os imperadores Anastácio I Dicoro (r. 491–518) e Justino I (r. 518–527) como oficial militar na Diocese do Oriente.

## Nome
Farasmanes (Pharasmanes) ou Faresmanes (Pharesmanes) são as formas latinas do georgiano Farsmane (ფარსმან, P'arsman). Foi registrado em armênio como Farsmane (Փարսման, Pʼarsman) e em grego como Farasrianes (Φαρασριάνης, Pharasriánēs), Faresrianes (Φαρεσριάνης, Pharesriánēs) e Farasmanes (Φαρασμάνης, Pharasmánēs).

## Vida

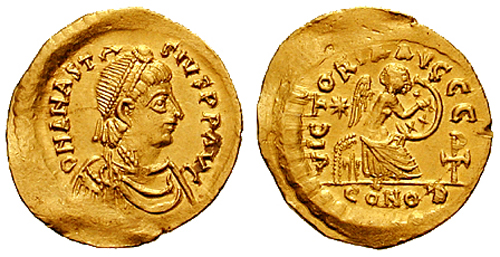
Semisse do imperador Anastácio I Dicoro r.

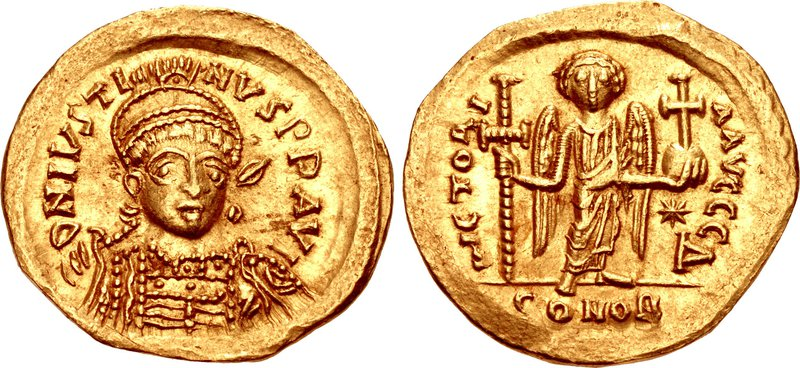
Soldo de r.

Farasmanes era um laze, pai de Zaunas e avô de Leôncio e Rufino. Talvez como conde dos assuntos militares, foi um dos oficiais subordinados do mestre dos soldados na guerra contra o Império Sassânida em 503-505. No cerco de Amida em 503, liderado por Patrício e Hipácio, ele e Teodoro emboscaram os persas e capturaram 400 deles, incluindo Glones, um dos comandantes persas; diz-se que Farasmanes foi o mais belicoso dos oficiais romanos e que ele, com seu contingente de 500 cavaleiros, capturou todos os persas que tentaram fugir da cidade em busca de suprimentos.
Quando as hostilidades cessaram no inverno de 504-505, ele partiu para Apameia. No começo de 505, participou na retomada de Amida e ficou na cidade como comandante do distrito. No verão de 505, partiu de Apameia para Edessa e lá substituiu Areobindo como mestre dos soldados do Oriente. Quando a construção de Dara iniciou no final de 505, enviou tropas de Edessa para Amida para proteger os construtores e tomou medidas para reduzir o número de animais selvagens da região. Quanto esteve ausente de Edessa no mesmo ano, foi substituído pelo duque Romano. No outono de 506, ele e Timóstrato negociaram a paz com os persas em Dara, porém quando encontraram evidências de que eles tencionaram traí-los, eles convocaram o exército.
Sob o imperador Justino I (r. 518–527), removeu o bispo Paulo de Edessa e perseguiu os monges monofisistas. Em 527, junto com Hipácio, participou de negociações com os persas depois que seus aliados sarracenos (lacmidas) invadiram os domínios imperiais. Elas foram, contudo, infrutíferas.